# Lys (Nuova Aquitania)
Lys è un comune francese di 366 abitanti situato nel dipartimento dei Pirenei Atlantici nella regione della Nuova Aquitania.

## Società

### Evoluzione demografica
Abitanti censiti